# خالد الغنام
خالد الغنام، لاعب كرة قدم سعودي ، يلعب كجناح أيسر في نادي الاتفاق ومثل جميع المنتخبات السِنية السعودية.

## مسيرة اللاعب

### نادي القادسية
مثل اللاعب نادي القادسية في المراحل السنية وصعد للفريق الأول مطلع عام 2019.

### نادي النصر
بعد تألقه مع المنتخب الأولمبي في كأس آسيا 2020 انتقل إلى نادي النصر مطلع عام 2020 ووقع عقد معهم لمدة خمس سنوات. و أعير إلى نادي الفتح مطلع عام 2023.

### نادي الاتفاق
انتقل إلى نادي الاتفاق في مطلع عام 2024.

## بطولاته
- كأس السوبر السعودي:
  - البطل (1):  2020

- كأس العرب للأندية الأبطال:
  - البطل (1):  2023

## روابط خارجية
- خالد الغنام على موقع إي إس بي إن إف سي (الإنجليزية)
- خالد الغنام على موقع قاعدة بيانات كرة القدم.إي يو (الإنجليزية)
- خالد الغنام على موقع ناشيونال فوتبول تيمز (الإنجليزية)
- خالد الغنام على موقع Soccerway.com (الإنجليزية)
- خالد الغنام على موقع عالم كرة القدم.نت (الإنجليزية)
- خالد الغنام على موقع كووورة
- خالد الغنام على موقع أوليمبيديا (الإنجليزية)